# Daniela Ziegler

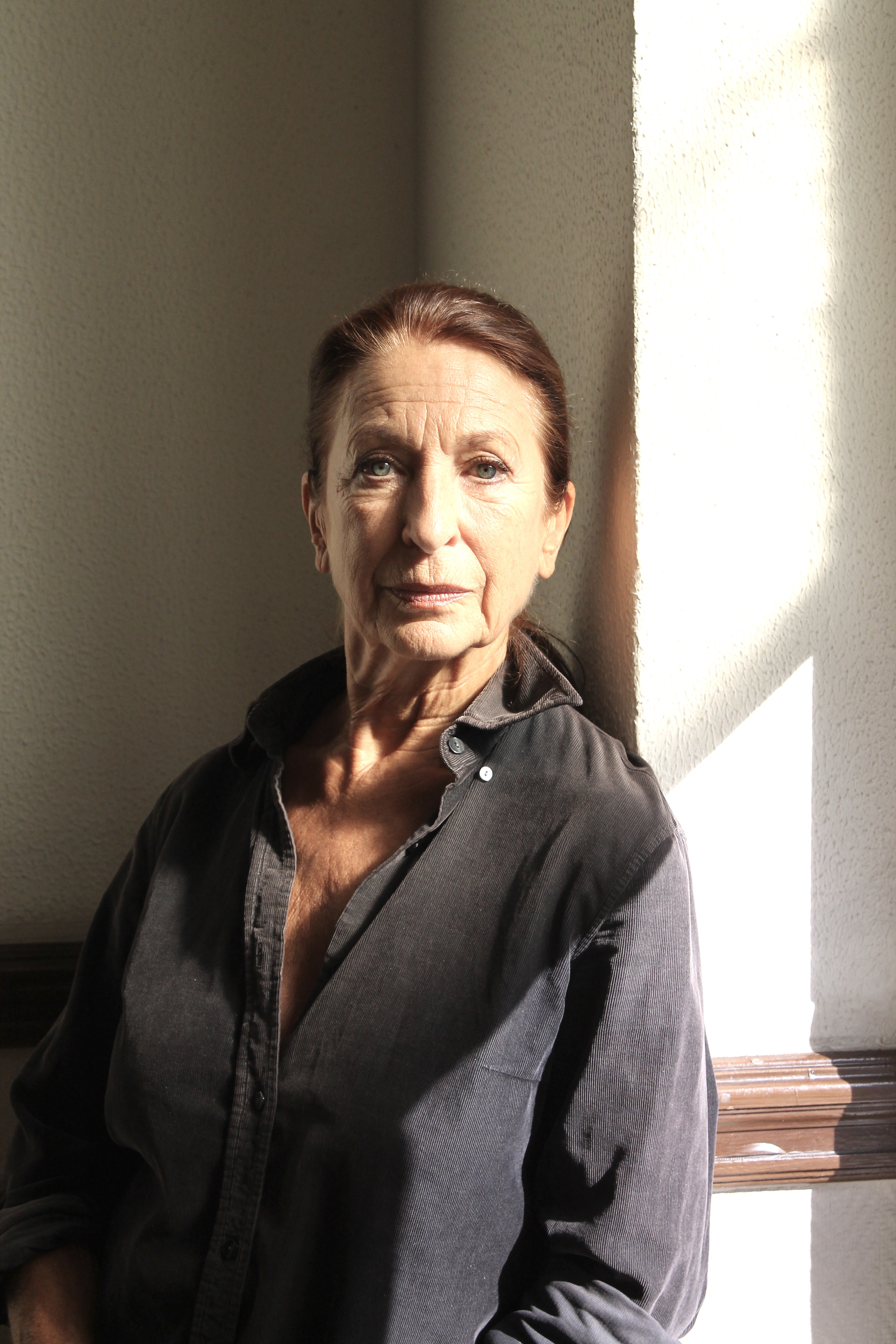
Daniela Ziegler (2020)

Daniela Ziegler (* 5. September 1948 in Offenbach am Main) ist eine deutsche Schauspielerin, Musical-Darstellerin und Sängerin.

## Leben
Daniela Ziegler wurde in Offenbach am Main als Tochter einer Sängerin und eines Kaufmanns geboren. Nach dem Abitur begann sie in München Theaterwissenschaft und Germanistik zu studieren. 1969 brach sie ihr Studium ab und absolvierte von 1969 bis 1972 eine Schauspielausbildung an der Schauspielschule Bochum. Sie hatte Engagements in Trier, am Deutschen Theater Göttingen, am Staatstheater Hannover und am Hamburger Schauspielhaus. Nach sechs Jahren Berufserfahrung ließ sie sich einige Monate in New York City im Musicalfach ausbilden.
Seit 1979 ist sie freischaffend tätig und hatte diverse Engagements in Wien, Frankfurt am Main, Basel, Zürich, Hamburg und Berlin. 2004 hatte sie einen ihrer größten Theatererfolge als Maria Callas in Meisterklasse von Terrence McNally am Ernst-Deutsch-Theater in Hamburg. Die Aufführung wechselte später ans Renaissance-Theater Berlin. Am Ernst-Deutsch-Theater gastierte sie auch 2009 bei der deutschsprachigen Erstaufführung von Joan Didions Das Jahr magischen Denkens (Regie führte in beiden Fällen: Boris von Poser).
Eine Nebenrolle hatte Ziegler in der Fernsehserie Gegen den Wind; von 1995 bis 1996 spielte sie in 30 Folgen mit. Dadurch und durch mehrere Tatort-Folgen wurde sie dem Fernsehpublikum bekannt. Sie spielte ebenfalls Hauptrollen in den Serien Die lieben Verwandten, Unser Lehrer Doktor Specht und Der Fürst und das Mädchen. 2004 hatte sie in Cyril Tuschis Filmdebüt SommerHundeSöhne einen Gastauftritt. Von 2012 und 2015 spielte sie in unregelmäßigen Abständen die Mutter der Controllerin Ortmann in der ZDF-Vorabendserie Die Rosenheim-Cops.

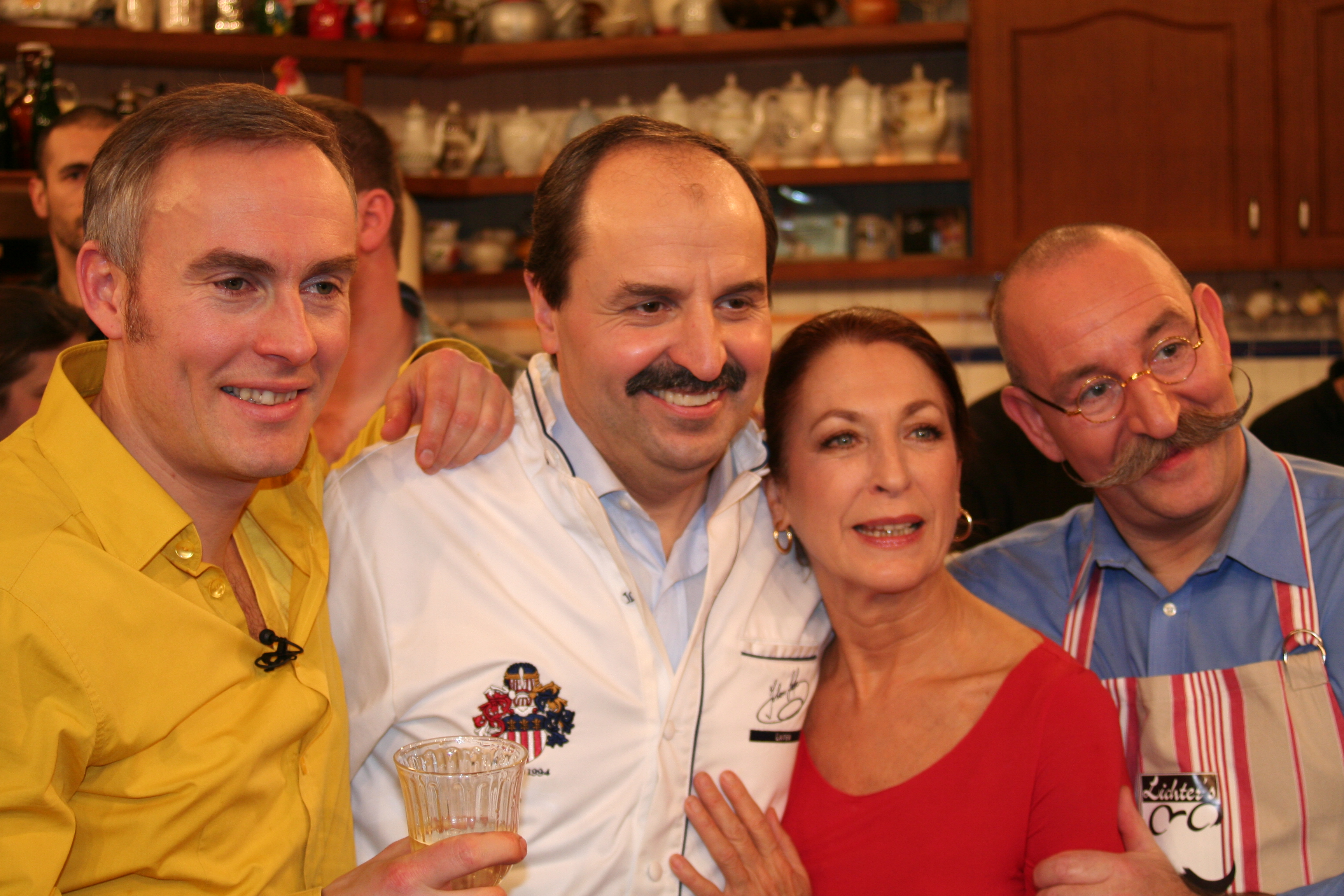
Daniela Ziegler in der am 3. April 2010 ausgestrahlten Sendung Lafer!Lichter!Lecker!

Als Sängerin wurde sie für ihre Rolle der Evita Peron in dem Musical Evita in Wien, Berlin und München bekannt. Erfolge feierte sie ebenfalls als Norma Desmond in der Niedernhausener Aufführung des Musicals Sunset Boulevard. In verschiedenen deutschen Städten gastierte sie mit Chansonprogrammen zu Kurt Weill und Ralph Benatzky.
Von Dezember 2010 bis Mai 2011 war sie in der Hauptrolle der Mutter Oberin im Musical Sister Act in Hamburg zu sehen. Im Rahmen ihres Engagements bei Sister Act hatte Ziegler am 18. April 2011 in der Seifenoper Hand aufs Herz einen Gastauftritt. Von September 2012 bis Ende April 2013 spielte Ziegler die Hauptrolle der Kaisermutter Sophie von Habsburg-Lothringen im Musical Elisabeth am Raimund-Theater in Wien. Von November 2018 bis April 2019 verkörperte Daniela Ziegler die Zarenmutter im Musical Anastasia in Stuttgart. 2022 spielte sie erneut die Kaisermutter Sophie von Habsburg-Lothringen in Elisabeth im Schlosspark Schönbrunn in Wien.
Ab dem 6. August steht sie im Musical Cabaret als Fräulein Schneider im Tipi am Kanzleramt, Berlin, auf der Bühne.

## Filmografie (Auswahl)
- 1980: St. Pauli-Landungsbrücken (Fernsehserie, 1 Folge)
- 1981: Ein Fall für zwei (Fernsehserie, Folge Die große Schwester)
- 1983, Diese Drombuschs (Fernsehserie Rolle Schwester Lotte)
- 1984: Der Dieb, der nicht zu Schaden kam
- 1985: Tatort – Schmerzensgeld (Fernsehreihe)
- 1985: Die Schwarzwaldklinik (Fernsehserie Rolle Fr. Kilsch 2 Folgen)
- 1985: Ein Mann ist soeben erschossen worden (Fernsehfilm)
- 1988: Der Alte (Folge 126: Der Tod kommt selten allein)
- 1989: Zwei Münchner in Hamburg (Fernsehserie, Folge Die Traumreise)
- 1989: Tatort – Alles Theater
- 1989: Eine unheimliche Karriere
- 1989: Ein Fall für zwei (Fernsehserie, Folge Zyankali)
- 1990: Die lieben Verwandten (Fernsehserie)
- 1992: Unser Lehrer Doktor Specht
- 1993: Donauprinzessin (Fernsehserie)
- 1994: Zwei alte Hasen
- 1994–1996: Ärzte (Fernsehreihe, 8 Teile)
- 1995: Kommissar Rex (Fernsehserie, eine Folge)
- 1995–1996 Gegen den Wind (Fernsehserie, 30 Folgen)
- 1996: Echte Kerle
- 1996: Tanz auf dem Vulkan (Fernsehserie)
- 1997: Tatort – Akt in der Sonne
- 1998: Der kleine Dachschaden
- 1998: Die Rettungsflieger
- 1998: Adelheid und ihre Mörder – Mango Mortale
- 1999: Mit fünfzig küssen Männer anders (Fernsehfilm)
- 1999: Tatort – Blinde Kuriere
- 1999: Dr. Stefan Frank – Der Arzt, dem die Frauen vertrauen (Fernsehserie, Folge Gefrorene Träume)
- 2000: Das Traumschiff: Sydney – Olympia 2000 (Fernsehreihe)
- 2001: Tatort – Havarie
- 2001: Die Westentaschenvenus (Fernsehfilm)
- 2002: Freunde fürs Leben (Fernsehserie, Folge Kinderkrankheiten)
- 2002: Tatort – Totentanz
- 2002: Mama macht’s möglich (Fernsehfilm)
- 2003: SOKO Kitzbühel (Fernsehserie, Folge Eine Mords-Rallye)
- 2003–2007: Der Fürst und das Mädchen (Fernsehserie, 40 Folgen)
- 2004: Edel & Starck (Fernsehserie, Folge Die Hexen von Berlin)
- 2005: Ein Hund, zwei Koffer und die ganz große Liebe
- 2006: Unter weißen Segeln – Träume am Horizont
- 2006: Rosamunde Pilcher – Die Liebe ihres Lebens
- 2006: Capri (Fernsehfilm Rai Uno)
- 2006: Bettis Bescherung (Fernsehfilm)
- 2007: Das Wunder der Liebe (Fernsehfilm)
- 2008–2012: Unser Charly (Fernsehserie, 6 Folgen)
- 2008: Herz aus Schokolade
- 2009: Der Bergdoktor (Fernsehserie, Folge: Wahrheiten)
- 2010: Traum aus Schokolade
- 2010: Mord in bester Gesellschaft – Alles Böse zum Hochzeitstag
- 2012–2015: Die Rosenheim-Cops (Fernsehserie, 5 Folgen)
- 2012: Das Kind
- 2012: Nein, Aus, Pfui! Ein Baby an der Leine (Fernsehfilm)
- 2012: Wiegenlied (Kurzfilm)
- 2014: Rosamunde Pilcher – Evitas Rache
- 2015: Da muss Mann durch
- 2016: Kaltfront (Fernsehfilm)
- 2016: Berlin Station (Fernsehserie, 7 Folgen)
- 2017: Der Alte – Kein Entrinnen (Fernsehserie)
- 2017: Kreuzfahrt ins Glück – Hochzeitsreise nach Lissabon (Fernsehserie)
- 2017: Familie mit Hindernissen
- 2018: Trauung mit Hindernissen
- 2020: In aller Freundschaft (Fernsehserie, Folge Bruchlandung)
- 2020: Eltern mit Hindernissen
- 2022: Ein Sommer am Gardasee (Fernsehserie)
- 2023: Hotel Mondial (Fernsehserie, Folge Familienbande)
- 2024: Das Traumschiff: Nusantara (Fernsehreihe)
- 2025: SOKO Potsdam: Au-pair (Fernsehserie)

## Auszeichnungen
- 1979: Hersfeld-Preis[4]
- 2022: Kurt-Sieder-Preis für ihre Darstellung der Marlene Dietrich in dem Schauspiel mit Musik „Spatz und Engel“ am Grenzlandtheater Aachen[5]